# Mary Katherine Goddard
Mary Katherine Goddard est née le 16 juin 1738 et morte le 12 août 1816 est l'une des premières éditrices américaines et la responsable du bureau de poste de Baltimore de 1775 à 1789. Elle est la deuxième imprimeuse à imprimer la Déclaration d'indépendance. Son exemplaire, le Goddard Broadsite, commandé par le Congrès en 1777, est la première copie à inclure les noms des signataires. 
En 1998, Mary Katherine Goddard est intronisée au Temple de la renommé des femmes du Maryland. 

## Biographie

### Jeunesse
Mary Katherine Goddard est née dans le sud de la Nouvelle-Angleterre en 1738. Elle est la fille du Dr Giles Goddard et de Sarah Updike Goddard. Son père est le maître de poste de New London, Connecticut.

### Carrière dans l'imprimerie
La famille Goddard installe une presse à imprimer et sont les premiers à publier un journal à Providence, Rhode Island, appelé Providence Gazette. Mary Goddard prend le contrôle du journal en 1774 pendant que son frère voyage pour promouvoir son journal le The Constitutionnel Post à Philadelphie. Elle continue à publier, le Providence Gazette, tout au long de la Guerre d'indépendance américaine, jusqu'en 1784, lorsque son frère la force à abandonner le journal. 
En parallèle à son activité d'imprimeuse, Mary Katharine Goddard devient responsable du bureau de poste de Baltimore en 1775. Elle tient également une librairie et publie un almanach dans des bureaux situés autour du 250 Market Street (aujourd'hui East Baltimore Street, près de South Street). Pendant la Révolution américaine, Mary Katherine Goddard s'oppose avec véhémence au Stamp Act, reconnaissant qu'il augmenterait les coûts d'impression.   
Lorsque le 18 janvier 1777, le deuxième Congrès continental propose que la Déclaration d'indépendance soit largement diffusée, Mary Katherine Goddard est l'une des premières à proposer l'utilisation de sa presse. Malgré les risques d'être associée à ce qui est considéré alors comme un document de trahison par les Britanniques. Son exemplaire, le Goddard Broadside, fut le deuxième imprimé et le premier à contenir les noms composés des signataires, dont John Hancock.

### Responsable d'un bureau de poste
De 1775 à 1789, Mary Katherine Goddard est une responsable de bureau de poste à succès. Mais en 1789, malgré les protestations générales de la communauté de Baltimore, Mary Katherine Goddard est démise de ses fonctions par le responsable du bureau Samuel Osgood malgré les protestations générales de la communauté de Baltimore. Il affirme que le poste exigeait "plus de voyages [...] qu'une femme ne pouvait en entreprendre" et nomme un de ses alliés politiques pour la remplacer. 
Mary Katherine Goddard ne prend pas part aux controverses publiques, préférant maintenir l'objectivité éditoriale. Par conséquent, peu d'articles contiennent ses opinions personnelles et sa défense n'est pas été présentée publiquement. Le 12 novembre 1789, plus de 230 citoyens de Baltimore, dont plus de 200 hommes d'affaires de premier plan, présentent une pétition demandant sa réintégration, mais sans succès. 
Mary Katherine Goddard reste à Baltimore après son licenciement en tant que responsable d'un bureau de poste. Elle continue à diriger, jusqu'en 1809 ou 1810, une librairie qui auparavant était un complément à son entreprise d'impression, et a vendu des livres, de la papeterie et des produits secs. Mary Katherine Goddard décède le 12 août 1816, toujours aimée de sa communauté, et est enterrée dans le cimetière de la paroisse St. Paul.   
Pendant de nombreuses années, un portrait censé représenter Katherine Mary Goddard a été utilisé dans l'article de Wikipedia en anglais, mais il a finalement été identifié comme étant celui de l'actrice Anne Brunton Merry (1769-1808). Auparavant, ce même portrait avait été inclus - pour une raison quelconque inconnue des historiens - dans un livre publié par Mary Katherine Goddard elle-même. 